# Dagmar Wöhrl

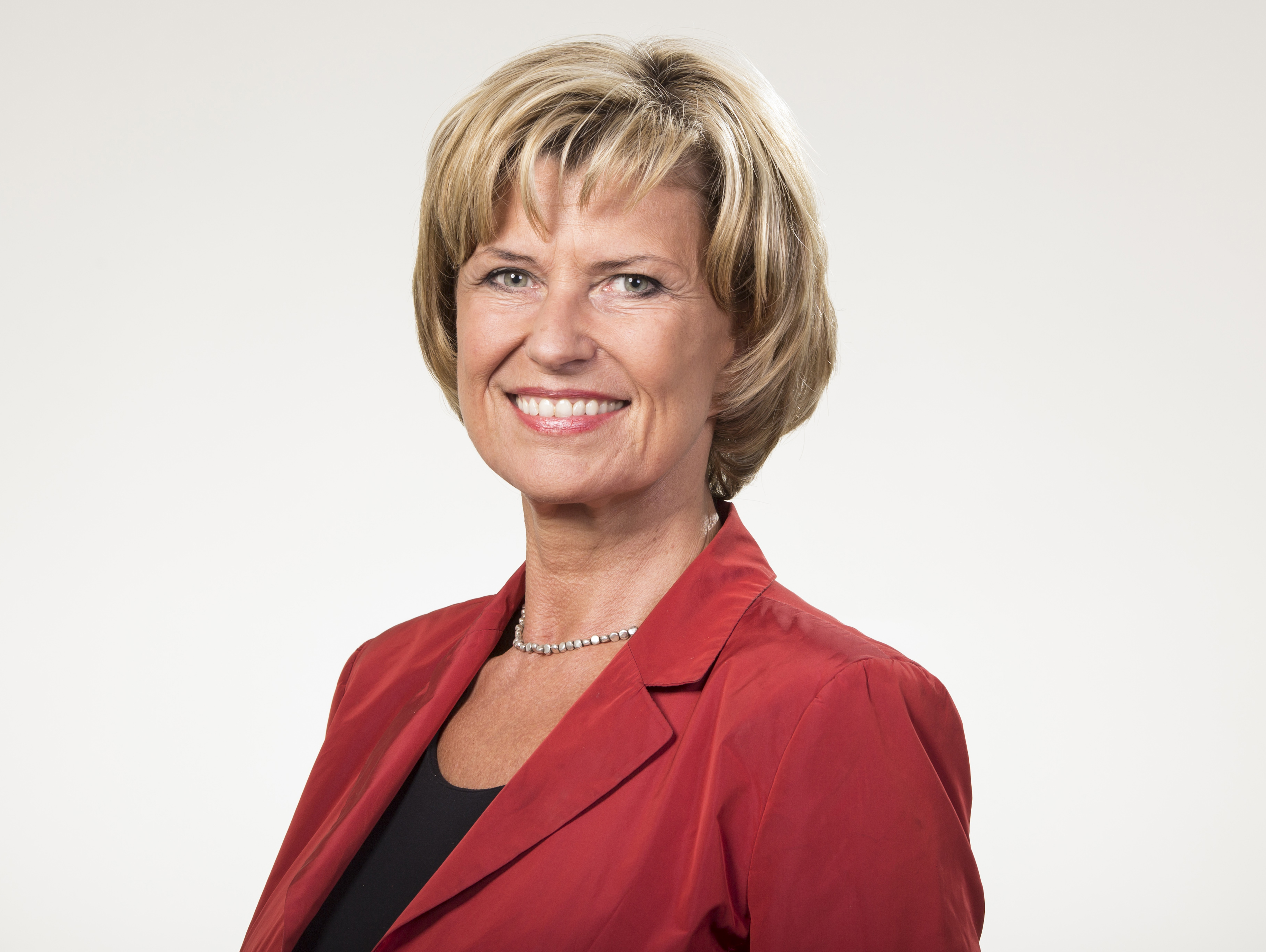
Dagmar Wöhrl (2012)

Dagmar Gabriele Wöhrl (geb. Winkler; * 5. Mai 1954 in Stein bei Nürnberg) ist eine deutsche Rechtsanwältin, Politikerin (CSU) und ehemalige Miss Germany (1977). Sie war von 2005 bis 2009 Parlamentarische Staatssekretärin beim Bundesminister für Wirtschaft und Technologie.

## Ausbildung und Beruf
Dagmar Wöhrl wuchs in Nürnberg auf; sie lebte mit ihren Eltern und den Großeltern in einem Haus. Ihre Eltern waren bei Siemens angestellt. Nach dem Abitur 1973 am Sigena-Gymnasium Nürnberg absolvierte sie ein Studium der Rechtswissenschaft an der Friedrich-Alexander-Universität Erlangen-Nürnberg, welches sie 1983 mit dem ersten und 1987 mit dem zweiten juristischen Staatsexamen abschloss. Seit 1987 ist sie als Rechtsanwältin zugelassen und auch als Unternehmerin tätig. Sie war Gesellschafterin der DACA Parkhausverwaltungs GmbH und ist geschäftsführende Gesellschafterin der MiDa Parkverwaltungs- und Werbegesellschaft mbH in Nürnberg. Zum 18. September 2012 wurde Dagmar Wöhrl als Vertreterin der Aktionäre in den Aufsichtsrat der Nürnberger Beteiligungs-Aktiengesellschaft und der Nürnberger Lebensversicherungs AG bestellt. Im Januar 2017 wurde bekanntgegeben, dass sich Wöhrl als eine der Investoren an der VOX-Sendung Die Höhle der Löwen beteiligt. Sie übernahm dabei ab der vierten Staffel den Platz des zuvor ausgestiegenen Jochen Schweizer. Ebenfalls 2017 gründete sie die DGWoehrl Consulting GmbH mit Sitz in Berlin. Seit 2019 ist Dagmar Wöhrl im Ausland als Direktorin der DMW Investment (PTD) LTD und der DMW Management (PTD) LTD aktiv.

## Privates

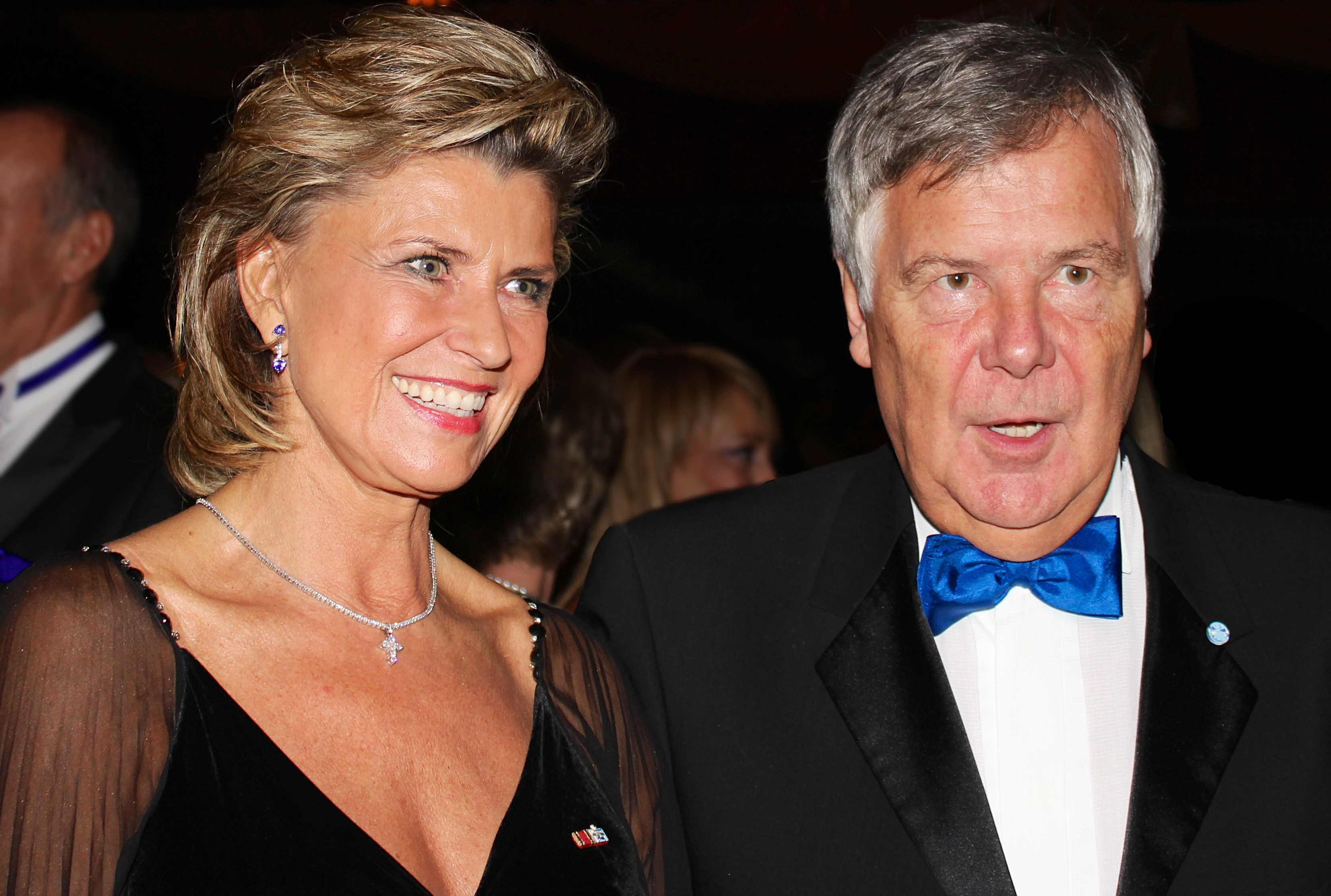
Dagmar Wöhrl mit Ehemann Hans Rudolf Wöhrl (2013)

Wöhrl lebt in Nürnberg. Sie ist evangelisch, seit 1984 mit dem Unternehmer Hans Rudolf Wöhrl verheiratet und Mutter von zwei Söhnen. Ihr Sohn Marcus (* 1985) war politisch ebenfalls in der CSU aktiv und kandidierte 2004 wie auch 2009 erfolglos für das Europaparlament. Nach der Ablösung seiner Mutter als Staatssekretärin verließ er die CSU und ist heute Hotelunternehmer. Ihr zweiter Sohn Emanuel Nicolai (* 26. August 1988) verstarb am 1. Juli 2001 nach einem häuslichen Unfall.
Darüber hinaus ist sie Anhängerin des 1. FC Nürnberg.

## Partei
Wöhrl war von 1995 bis 2003 Landesschatzmeisterin der CSU. Sie gehört dem Präsidium und dem Vorstand der CSU an, ist stellvertretende Bezirksvorsitzende der Frauen-Union des Bezirksverbandes Nürnberg-Fürth-Schwabach (seit 2013), ist stellvertretende Landesvorsitzende der CSU-Mittelstands-Union, stellvertretende Bezirksvorsitzende des CSU-Bezirksverbandes Nürnberg-Fürth-Schwabach, Vorstandsmitglied im Parlamentskreis Mittelstand der CDU/CSU-Bundestagsfunktion, Vorsitzende der CSU-Finanzkommission, Vorsitzende des CSU-Fachausschusses Entwicklungspolitik, Vorstandsmitglied beim Arbeitskreis Integration des Bezirksverbands Nürnberg-Fürth-Schwabach der CSU, Mitglied der CSU-Wirtschaftskommission, Mitglied im Integrationsrat der CDU/CSU-Fraktion und Mitglied im Arbeitskreis Außen- und Sicherheitspolitik der CSU. In den Jahren 1998 bis 2002 war Dagmar Wöhrl wirtschaftspolitische Sprecherin und Vorsitzende des Arbeitskreises Wirtschaft und Technologie, Tourismus, Landwirtschaft und Verkehr, Bau- und Wohnungswesen der CSU-Landesgruppe. Zwischen 2002 und 2005 war Dagmar Wöhrl wirtschaftspolitische Sprecherin der CDU/CSU-Bundestagsfraktion. Seit März 2012 ist Dagmar Wöhrl Gründungsmitglied des Vereins cnetz, „weil die Digitalisierung unserer Gesellschaft und eine damit verbundene Netzpolitik ein Generationen-Projekt ist!“. Dagmar Wöhrl ist Mitglied im CSUnet.

## Abgeordnete
Von 1990 bis 1994 gehörte Dagmar Wöhrl dem Stadtrat von Nürnberg an und war hier wohnungspolitische Sprecherin. Sie war 23 Jahre lang – von 1994 bis 2017 – Mitglied des Deutschen Bundestages. Hier war sie von 1998 bis 2002 wirtschaftspolitische Sprecherin der CSU-Landesgruppe und von 2002 bis 2005 wirtschaftspolitische Sprecherin der CDU/CSU-Bundestagsfraktion.
Wöhrl ist 1998 über die Landesliste Bayern und sonst stets als direkt gewählte Abgeordnete des Wahlkreises Nürnberg-Nord in den Bundestag eingezogen. Bei der Bundestagswahl 2013 erreichte sie hier 39,4 Prozent der Erststimmen gegenüber 36,6 Prozent bei der Bundestagswahl 2009. 2016 kündigte sie an, bei der Bundestagswahl 2017 nicht mehr zu kandidieren.

## Öffentliche Ämter
Von November 2005 bis November 2009 war sie Parlamentarische Staatssekretärin beim Bundesminister für Wirtschaft und Technologie. Von November 2006 bis zu ihrem Ausscheiden aus dem Amt der Parlamentarischen Staatssekretärin war sie zudem Koordinatorin der Bundesregierung für die maritime Wirtschaft. Außerdem vertrat sie die Bundesregierung im Hörfunkrat.
Für die 17. Legislaturperiode des Deutschen Bundestages wurde sie zur Vorsitzenden des Ausschusses für wirtschaftliche Zusammenarbeit und Entwicklung, zum ordentlichen Mitglied im Ausschuss für Kultur und Medien und als stellvertretendes Mitglied in den Auswärtigen Ausschuss gewählt.
Dagmar Wöhrl ist ferner in folgenden öffentlichen Ehrenämtern engagiert:
- Präsidiumsmitglied des Wirtschaftsbeirates Bayern
- Präsidentin des Tierschutzvereins Nürnberg-Fürth und Umgebung e. V.
- Ehrenmitglied im Vorstand Deutsche Parlamentarische Gesellschaft
- Ehrenpräsidentin des Verbandes der Mittel- und Großbetriebe Bayerns
- Stiftungsrätin der Emanuel Wöhrl Stiftung
- Mitglied im Vorstand von UNICEF in Deutschland
- Mitglied im Vorstand der TUI Care Foundation
- Mitglied im Vorstand von Help – Hilfe zur Selbsthilfe
- Mitglied im Beirat der Sabine Christiansen Kinderstiftung
- Kuratoriumsmitglied Bayerische AIDS-Stiftung
- Kuratoriumsmitglied von Aktion Deutschland Hilft
- Schirmherrin bei Voice Aid Association e. V.[13]

Dagmar Wöhrl war in folgenden öffentlichen Ehrenämtern engagiert:
- Mitglied der Deutschen UNESCO-Kommission
- Stellvertretendes Mitglied im Kunstbeirat des Deutschen Bundestages bis 2017
- Kuratoriumsmitglied der Stiftung Denkmal für die ermordeten Juden Europas bis 2016
- Vertreterin der Bundesregierung im Hörfunkrat Deutschlandradio bis 2014
- Kuratoriumsmitglied der Bundesstiftung Magnus Hirschfeld

## Zivilgesellschaftliches Engagement
2005 gründete Wöhrl zusammen mit ihrer Familie die nach ihrem verstorbenen Sohn benannte Emanuel-Wöhrl-Stiftung. Diese wurde nach dem Tsunami vom 26. Dezember 2004 ins Leben gerufen, um betroffenen Familien in Sri Lanka zu helfen und die zerstörte Mahamay-Grundschule in Hikkaduwa wieder aufzubauen. Mittlerweile ist die Stiftung in Afrika, aber auch in Deutschland aktiv.
Als Präsidentin des Tierschutzvereins Nürnberg-Fürth und Umgebung e. V. setzte sich Wöhrl auch im Bundestag für die Rechte von Tieren ein und unterstützte dort die Verankerung des Tierschutzes im Grundgesetz. Im Rahmen der Krise der Quelle GmbH wurde Wöhrl in ihrer Funktion als parlamentarische Staatssekretärin beim Bundesminister für Wirtschaft und Technologie kritisiert, als sie die Jahrespressekonferenz des Tierheims besuchte, anstatt sich die Sorgen der Quelle-Beschäftigten anzuhören.

## Schönheitswettbewerbe und Film
In ihrer Jugend nahm Wöhrl mit Erfolg an zahlreichen Schönheitswettbewerben teil:
| Zeit          | Wettbewerb         | Ort         | Platzierung |
| ------------- | ------------------ | ----------- | ----------- |
| 1973          | Miss Germany       | München     | Finale      |
| Juli 1973     | Miss Universe      | Athen       | 1. Runde    |
| 1977          | Miss Germany       | Baden-Baden | Platz 1     |
| Juli 1977     | Miss International | Tokio       | Platz 2     |
| November 1977 | Miss World         | London      | Platz 3     |
| März 1978     | Miss Europe        | Helsinki    | Platz 2     |

1973 spielte sie unter dem Pseudonym Sandra Monte in Franz Marischkas Sexfilm Die Stoßburg – Wenn nachts die Keuschheitsgürtel klappern eine Nebenrolle als Jungfrau Adelaide, in dieser Rolle ist sie auch nackt zu sehen. 1998 wurde sie zu Beginn der 14. Wahlperiode des Deutschen Bundestages von Medien als „Miss Bundestag“ betitelt.

## Auszeichnungen
- 1998 wurde sie mit dem Goldenen Nürnberger Trichter der Nürnberger Trichter Karnevalsgesellschaft e. V. 1909 ausgezeichnet.
- 2008 wurde ihr das Bundesverdienstkreuz am Bande verliehen.[20]
- 2009 wurde ihr durch Ministerpräsident Horst Seehofer der Bayerische Verdienstorden verliehen.[21]
- 2017 wurde ihr von Barbara Stamm die Bayerische Verfassungsmedaille in Silber verliehen.[22]

## Nebentätigkeiten
Neben ihrem Mandat im Bundestag und der Ausübung weiterer Tätigkeiten gehört Dagmar Wöhrl seit 2011 auch dem Verwaltungsrat und dem Beirat der Schweizer Bank J. Safra Sarasin an.
Eine Interessenkollision mit ihren Aufgaben als Bundestagsabgeordnete sehe sie dabei nicht.